# Alessija Lause
Alessija Lause (Bad Aibling, Njemačka, 15. travnja 1980.)  je u Njemačkoj poznata kazališna i televizijska glumica, kaskaderka i producentica hrvatskih korijena.
Po ocu je Njemica, a po materi Hrvatica. Na najvećem kazališnom festivalu Fringe u Edinburghu 2011. proglašena je za najbolju kazališnu glumicu, za ulogu na engleskom jeziku u predstavi koju je i producirala Danny And The Deep Blue Sea, a nomimirao ju je časopis Stage. Iste je godine proglašena za najbolju kaskaderku u Los Angelesu. Osim u glumi, uspješnu je karijeru napravila kao uspješna producentica, asistentica režije, organizatorica međunarodnih glumačkih radionica. Namjerava se okušati i u redateljstvu. Suutemeljiteljica je kazališnog ansambla Santinis. Pojavila se i u televizijskim serijama.
2014. je godine kandidirana za Večernjakovu domovnicu.

## Vanjske poveznice
- Alessija Lause na IMDb-u